# Hospital General de Agudos Dr. Teodoro Álvarez

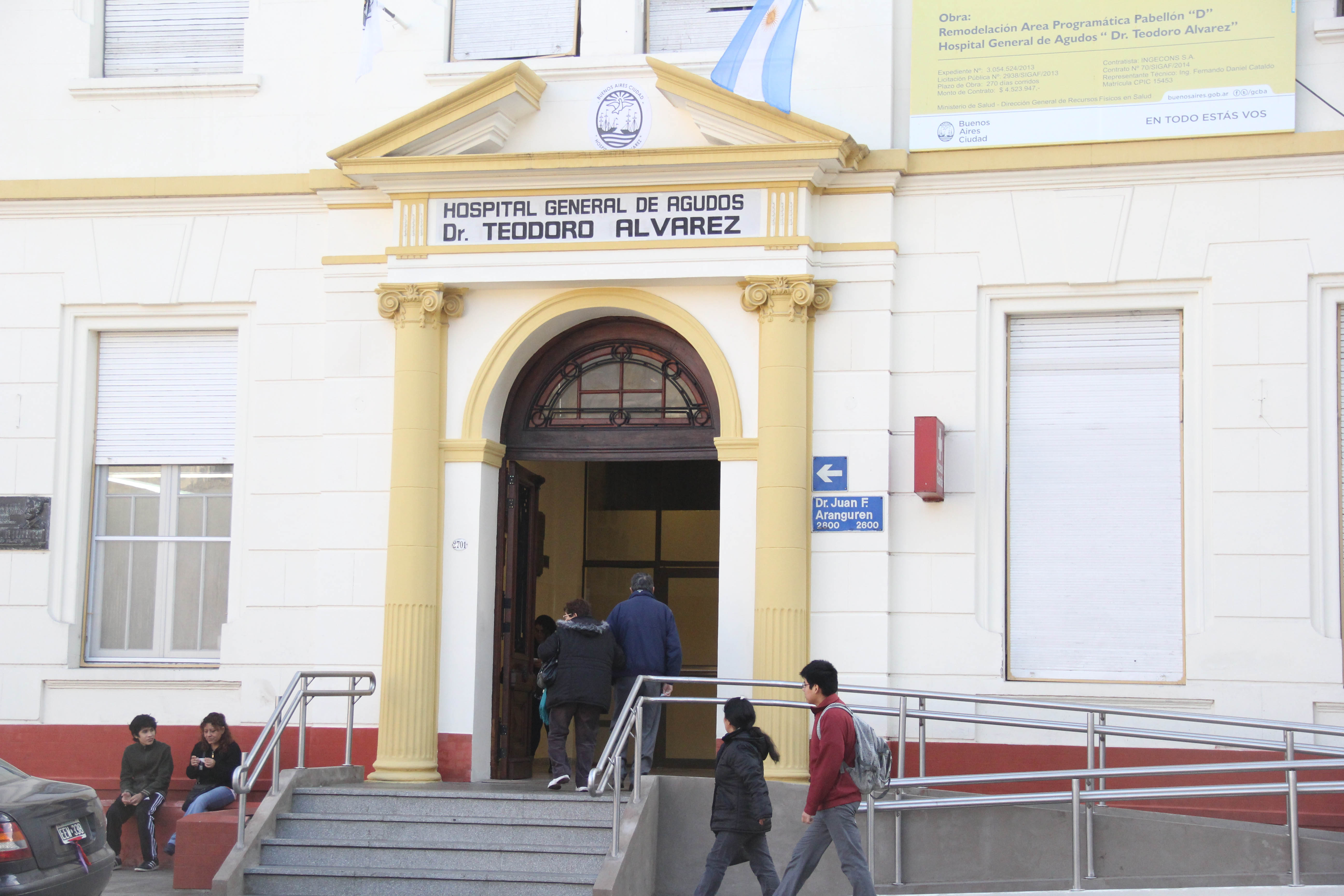
Hospital General de Agudos Teodoro Álvarez.

El Hospital General de Agudos Teodoro Álvarez es un hospital público de la Ciudad Autónoma de Buenos Aires, Argentina. Se encuentra en la calle Dr. Juan Felipe Aranguren 2701 (Barrio Flores).

## Historia
En 1897 por iniciativa del director general de la Asistencia Pública, el médico Telémaco Susini y el intendente de la Ciudad de Buenos Aires, Francisco Alcobendas se creó el Hospital Vecinal de Flores en la calle San Pedrito 43.
En 1917 se inauguró el servicio de Rayos X, que fue ampliado en 1919 y 1934. En 1930 se fundó la Asociación de Médicos del hospital, y en 1933 la Asociación Cooperadora.
El día 17 de junio de 1901, se cambió la denominación del Hospital de Flores por la de Hospital Teodoro Álvarez.
En 1943 se creó el pabellón de clínica médica. Desde 1962 funciona la unidad Docente Hospitalaria, dependiente de la Facultad de Medicina de la Universidad de Buenos Aires (UBA).

## Especialidades para personas adultas
- Adicciones
- Alergia[7]
- Cardiología
- Clínica Médica
- Dermatología
- Endocrinología
- Enfermería
- Fisioterapia
- Foniatría
- Fonoaudiología
- Gastroenterología
- Ginecología
- Hematología
- Kinesiología
- Nefrología
- Neumología
- Neurología
- Obstetricia
- Oftalmología
- Oncología
- Otorrinolaringología
- Proctología
- Salud Mental
- Reumatología
- Traumatología
- Urología
- Cirugía General.

## Especialidades pediátricas
- Alergia
- Clínica Pediátrica
- Endocrinología
- Neonatología
- Neumonología
- Oftalmología
- Oncología
- Otorrinolaringología
- Psicopedagogía